# Bandungsari (Ngaringan)
Bandungsari is een bestuurslaag in het regentschap Grobogan van de provincie Midden-Java, Indonesië. Bandungsari telt 8293 inwoners (volkstelling 2010).